# رحلة الخطوط الجوية الإقليمية الفرنسية رقم 230
رحلة الخطوط الجوية الإقليمية الفرنسية رقم 230، كانت رحلة مجدولة من مدينة نانسي في فرنسا إلى مطار أورلي في باريس، تحطمت في 4 مارس 1988 بالقرب من فونتينبلو، فرنسا. لقِي جميع من كانوا على متنها حتفهم.

## تسلسل الحادث
أقلعت الطائرة، وهي من طراز فيرتشايلد إف-27، من مطار نانسي-إسي في الساعة 5:53 صباحًا بالتوقيت المحلي، ووصلت إلى ارتفاع 14,000 قدم، وهو الارتفاع المقرر للرحلة. وفي الساعة 6:26، عندما اقتربت الطائرة من باريس، تم تخفيض ارتفاعها إلى 9,000 قدم، ثم إلى 7,000 قدم، وبعد ذلك بقليل تم تخفيضه إلى 6,000 قدم.
بعد هذا، لم يُسمع أي شيء من الطائرة. تشير المعلومات إلى أن الطائرة تعرضت لعطل كهربائي. فقد الطيارون السيطرة على الطائرة، فانخفضت بسرعة، واصطدمت بخطوط كهرباء ثم تحطمت. وقد لقِي جميع من كانوا على متنها حتفهم.

## التحقيقات
أظهرت نتائج التحقيق أن الطائرة من طراز فيرتشايلد إف-27 تعرضت لعطل كهربائي أثناء تحليقها في ظروف جوية سيئة، الأمر الذي أدى إلى انحدار مفاجئ لمقدمة الطائرة. لم يتمكن فريق التحقيق من تحديد سبب دقيق ومؤكد لما حدث، لكن الفرضية الأرجح تشير إلى أن العطل الكهربائي تسبب في فقدان مؤشرات التوازن الأفقي (مرجع الوضعية)، وانفصل على إثره الطيار الآلي، مما أدى إلى دخول الطائرة في غطس حاد وبسرعة عالية.
ونظرًا لغياب جهاز الأفق الصناعي أو تعطل عمله، لم يكن لدى طاقم القيادة وسيلة فعالة لمعرفة وضعية الطائرة أثناء الغطس، وهو ما ساهم بشكل مباشر في فقدان السيطرة وتحطم الطائرة.

## الجدل
يوجد تباين في عدد ضحايا الرحلة؛ إذ تُشير التقارير الرسمية إلى مقتل 23 شخصًا، في حين يُوثّق نصب تذكاري بالقرب من موقع التحطم عدد الضحايا بـ24 شخصًا. ويُعتقد أن السبب في هذا التفاوت يعود إلى أن إحدى النساء اللواتي قضين في الحادث كانت حاملاً.